# おすわどん
おすわどんは古典落語の演目の一つ。主に東京で広く演じられる。

## 概要
怪談噺と滑稽噺の要素が混じった演目。
桂歌丸が『文芸倶楽部』（1907年10月刊）に掲載されていた六代目桂文治の口演速記から発掘し、手を加えた上で持ちネタとした。のちに5代目三遊亭圓楽が歌丸から直接教わり演者の一人となる。
他には柳家喜多八も持ちネタとしていたほか、文治の名を継いだ十一代目も歌丸から教わり演じている。

## あらすじ
江戸・下谷阿倍川町の呉服商・上州屋徳三郎と妻のお染（あるいは、お艶）は、大変仲の良いことで評判であった。しかし妻は病の床に就き、ある日徳三郎に「そろそろ天からお迎えが参りました。そろそろお前さんも後添え（＝後妻を迎えること）を考えなくてはいけない。あなたに大層尽くしてくれる人と結ばれてほしい。そうでない人が来た時、後悔するのはあなたです」といい終えて、亡くなる。四十九日が過ぎ、徳三郎は女中のおすわを後妻に迎えた。
ある晩、徳三郎が用を足して寝室に戻ろうとすると、外でバタバタと戸を叩くような音がし、続いて「おすわどーん」と呼ぶか細い声が聞こえるようになる。これが毎晩続き、気に病んだおすわは寝込んでしまう。上州屋の人々は、前妻の幽霊ではないかと恐れおののく。徳三郎は町内に住む浪人の「荒木またずれ（荒木又右衛門のもじり）」に、店の門の裏に張り込んで幽霊の正体を見破るよう頼む。
その晩、荒木は剣を構え、音と声の主を待つ。バタバタバタ。「おすわどーん」「待て!」荒木が表へ飛び出すと、声がしたあたりには屋台のそば屋が座っている。バタバタという音はうちわで七輪をあおいで火をおこす音であり、「おすわどーん」と聞こえた声は「おそば、うどーん」という売り声であった。
荒木は「拙者は、上州屋の主に頼まれて化け物退治にまいったのだ。しかし、武士としてこのまま手ぶらで帰るわけにはまいらん。化け物の首を持ち帰りたい。打ち落とすからこれへ出せ」と無理を言う。そば屋は「私の首は差し上げられません。その代わり、私の息子を身代わりに立てますので、お許しを」と言って、屋台の引き出しからそば粉を取り出し、「そば屋のコ（子＝粉）だからソバコ」ととぼけてみせる。荒木が「たわけたことを申すな。貴様これを何とするのだ」と怒ると、そば屋は平然として、
「ええ、テウチになさいまし」（そばの生地を打つことをさす「手打ち」と武士の制裁をさす「手討ち」を掛けた地口）。